# آيت زكري البرج (فاصك)
آيت زكري هي قبيلة من قبائل الصحراء الغربية، تقطن ب دوار البرج الذي  يتبع جغرافيا لإقليم أسا. يقدر عدد سكانها بـ 10.000 نسمة حسب الإحصاء الرسمي للسكان والسكنى لسنة 2024